# セリンヒドロキシメチルトランスフェラーゼ
セリンヒドロキシメチルトランスフェラーゼ（英: Serine hydroxymethyltransferase）は、可逆的に同時にL-セリンをグリシンに変換し、テトラヒドロ葉酸を5,10-メチレンテトラヒドロ葉酸に変換する反応を触媒する酵素(EC 2.1.2.1)であり、一炭素基の代謝を行う細胞内での重要な役割を演じている。

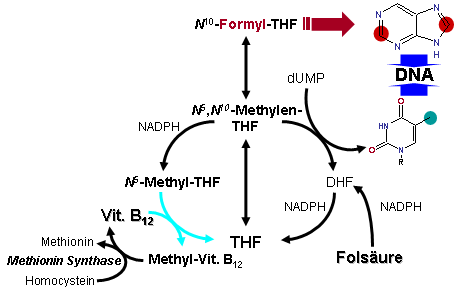
テトラヒドロ葉酸（THF）による代謝とビタミンB12によるTHFの再生産、:de:Folsäure=葉酸、DHF=ジヒドロ葉酸、THF=テトラヒドロ葉酸、Vit.B12=ビタミンB12、Methyl-Vit.B12=メチルコバラミン、Methionin=メチオニン、Methionin Syntase=5-メチルテトラヒドロ葉酸-ホモシステインメチルトランスフェラーゼ、Homocystein=ホモシステイン、N5-Methyl-THF=5-メチルテトラヒドロ葉酸、N5,N10-Methylene-THF=5,10-メチレンテトラヒドロ葉酸、N10-Formyl-THF=10-ホルミルテトラヒドロ葉酸、dUMP=デオキシウリジン一リン酸、NADPH、DNA

グリシンヒドロキシメチルトランスフェラーゼ（glycine hydroxymethyltransferase）とも呼ばれる。
（反応式）
テトラヒドロ葉酸 + L-セリン = 5,10-メチレンテトラヒドロ葉酸+ グリシン + H2O